# Holštejnská jeskyně

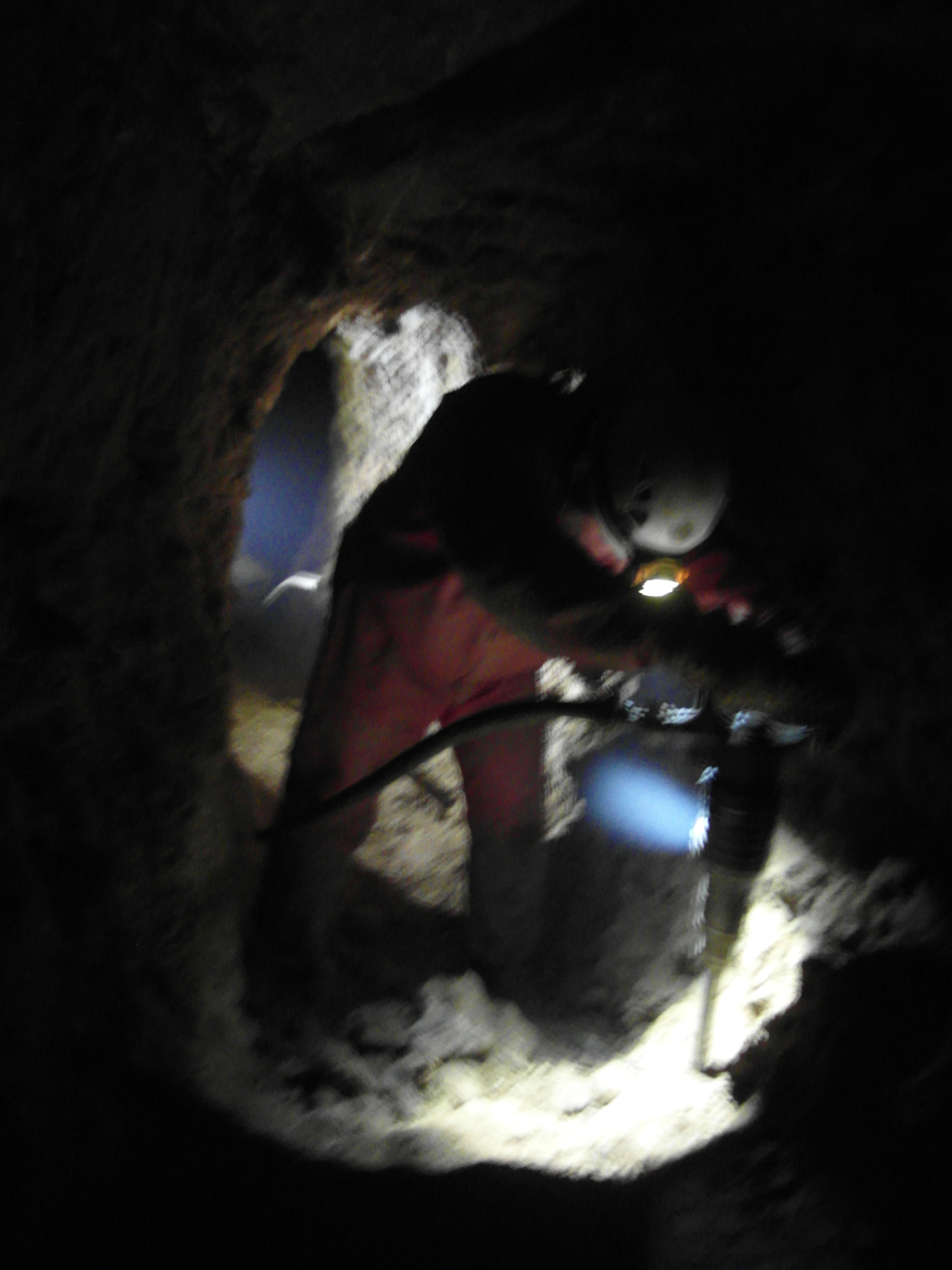
Odstraňování tvrdých sedimentů sbíječkou

Holštejnská jeskyně se nachází v severní části Moravského krasu s vchodem na úpatí skalní stěny Holštejnského údolí, asi 300 m jihozápadně od stejnojmenné vesnice. Byla objevena 21. srpna 1966. Objevitelé tímto dnem založili také Holštejnskou výzkumnou skupinu, dnešní Základní organizaci České speleologické společnosti 6-15 Holštejnská, která v Holštejnské oblasti stále pokračuje v průzkumech podzemí.
Za vchody (z nichž je již funkční pouze jeden zabezpečený ocelovými vraty) jeskyně sestává z jedné velké dómovité prostory s převažujícími rovnými stropy. Celá jeskyně je, s výjimkou několika menších prostor, zanesena říčními sedimenty až po strop. Klastické sedimenty jsou od hrubozrnných štěrků až po jemné jíly bez přílišné horizontální a faciální proměnlivosti. Tvořily se postupně po zanesení pohřbeného kaňonu před jeskyní, přičemž docházelo k dlouhodobé stagnaci vodní hladiny (příčina rovných stropů s minimálním spádem). Od doby objevu jeskyně do roku 2009 bylo v sedimentech vykopáno přes 600 m chodeb, přičemž práce stále pokračují.
Hlavními milníky při pracích v jeskyni byly roky:
- 1973 – ve vzdálenosti 84 m od vchodu byla průkopem zastižena skalní stěna a byl objeven Řícený dóm.
- 1978 – objevena jeskyně s vodním tokem v závrtu č. 68, který se nachází před vchodem do Holštejnské jeskyně (délka této jeskyně 300 m), úroveň této jeskyně je cca 50 m pod jeskyní Holštejnskou (obě jeskyně mají řadu souvislostí se stejným směrem odtoku)
- 1986 – došlo k propojení jeskyně Holštejnská s jeskyní Nezaměstnaných, a tedy ke zjištění, že se jedná o jednu prostoru s šířkou až 56 m.
- 1993 – objeveny rozsáhlé prostory pod závrtem č. 74. Odvodňování závrtu a těchto prostor je do pokračování jeskyně 68 za koncovým sifonem.
- 1996 – původní vstup do jeskyně byl zazděn, vstup je možný jen přes bývalou jeskyni Nezaměstnaných (celé jeskyni byl po spojení dán název "Holštejnská").

Je možné, že mohutný paleoponor, kterým Holštejnská jeskyně je, je začátkem samostatné jeskynní úrovně procházející celou severní částí Moravského krasu.
Vzhledem k odkryvu sedimentů a svému charakteru je tato jeskyně unikátní světovou lokalitou.